# Georg Steindorff

Georg Steindorff, wohl um 1910

Georg Steindorff (* 12. November 1861 in Dessau; † 28. August 1951 in North Hollywood, Kalifornien) war ein deutscher Ägyptologe. Er gilt als einer der herausragenden Vertreter seines Faches in Deutschland und neben Adolf Erman und Ludwig Borchardt als bedeutendster Vertreter der zweiten Generation deutscher Ägyptologen.

## Leben
Georg Steindorff wuchs gemeinsam mit vier Geschwistern in einem liberalen jüdischen Elternhaus in Dessau auf. Dort legte er auch sein Abitur ab, bevor er in Berlin zunächst ein Studium der Geschichte und Philosophie begann. Alsbald wuchs jedoch sein Interesse an der Ägyptologie und der Orientalistik, sodass er sich 1882 am Ägyptologischen Seminar der Universität Göttingen immatrikulierte. Er wurde 1884 bei Paul de Lagarde mit der Dissertation Prolegomena zu einer koptischen Nominalclasse promoviert. 1885 konvertierte er unter der Betreuung de Lagardes vom Judentum zum Protestantismus. 1893 berief ihn die Universität Leipzig auf eine außerordentliche Professur. Den seit 1870 bestehenden Lehrstuhl für Ägyptologie hatte zuvor Georg Ebers (1837–1898) inne.
Steindorff trat 1897 auch bei der Bearbeitung des auf hohem wissenschaftlichen Stand stehenden Baedeker-Bands „Ägypten“ die Nachfolge Ebers an und war dessen Verfasser bis zur letzten Zwischenkriegsauflage von 1928, die die Grabungserfolge von Howard Carter im Tal der Könige berücksichtigte. Seit 1898 war Steindorff Mitglied der Sächsischen Akademie der Wissenschaften. 1904 wurde er Ordinarius und zu einem der bedeutendsten Lehrkräfte der Universität Leipzig seiner Zeit. In den unruhigen Zeiten 1918/19 wirkte er als Dekan der Philosophischen Fakultät. In dieser Zeit überwarf sich der streng national-konservative Steindorff mit seinem kommunistischen Sohn, dem Autor und Übersetzer Ulrich Steindorff. Höhepunkt der Karriere wurde das Rektorat an der Universität Leipzig im Jahr 1923/24. Die von dem Archäologen Gustav Seyffarth begründete ägyptische Sammlung erhielt durch Steindorff ihre wesentliche Prägung. Er baute die kleine Lehrsammlung zu einem Museum, dem Ägyptischen Museum der Universität Leipzig, aus. Auf seinen Forschungsreisen nach Ägypten erwarb er Gegenstände des Haus- und Grabgebrauchs, aber auch Kunstwerke kleineren Formats. Auch die Funde von Ausgrabungen (z. B. den Kalksteinkopf der Königin Nofretete) verbrachte er mit Erlaubnis des damals von Franzosen verwalteten Antikendienstes nach Leipzig. Von besonderer Bedeutung sind Steindorffs Grabungstätigkeit in Giza, Qau el-Kebir und Aniba in den Jahren 1903 bis 1931. Das Ägyptische Museum besitzt viele Objekte, die bei diesen Expeditionen entdeckt wurden. Von Mitte Dezember 1926 bis Mitte Dezember 1932 war er stellvertretender Sekretär der philosophisch-historischen Klasse der Sächsischen Akademie.
Steindorffs eigentlich zum 31. März 1930 fällige Emeritierung wurde auf Bitten der Universität zunächst für zwei Jahre, 1931 erneut um ein Jahr bis 1933 ausgesetzt. Auch danach lehrte er noch ein weiteres Jahr weiter, da sich die Besetzung des Lehrstuhls als problematisch darstellte. Der eigentliche Wunschkandidat Hermann Kees nahm den Ruf nicht an, schließlich wurde der Lehrstuhl 1934 mit Steindorffs Assistenten Walther Wolf besetzt. Zu dieser Zeit wurden jüdische Lehrkräfte an deutschen Universitäten aufgrund des Gesetzes zur Wiederherstellung des Berufsbeamtentums generell entlassen. Dennoch durfte Steindorff noch bis 1937 die Infrastruktur, etwa Sammlung und Bibliothek des Seminars, benutzen. Zudem behielt er sein Büro und die Unterstützung seiner Mitarbeiter. Aufgrund seines weltweit hohen Ansehens genoss er einen relativen Schutz vor Verfolgung, weshalb er die Gefahr lange Zeit falsch einschätzte. Seit 1935 verschlechterte sich die Lage dramatisch. Eine Reise zum Orientalistenkongress nach Rom wurde ihm untersagt, ebenso aufgrund des Reichsbürgergesetzes die weitere Lehrtätigkeit, was zu einer massiven Verschlechterung des Lehrangebotes an der Universität führte. Bei den von ihm herausgegebenen Urkunden des ägyptischen Altertums und der Zeitschrift für Ägyptische Sprache und Altertumskunde musste er Wolf als Mitherausgeber akzeptieren, 1937 wurde er endgültig als Herausgeber verdrängt. Zu einem weiteren Schicksalsschlag wurde der erzwungene Austritt aus der Sächsischen Akademie im Dezember 1938, der er 40 Jahre lang angehört hatte. Mit diesem kam er – auf Anraten seines Freundes Ludwig Weickmann, des damals amtierenden Sekretärs der Philosophisch-historischen Klasse – einem Ausschluss zuvor. 1936 verkaufte Steindorff den Großteil seiner ägyptologischen Privatsammlung an die Universität und bereiste bis 1938 mehrmals die USA. Wahrscheinlich dienten diese Reisen einer geplanten Übersiedlung der Familie in die USA. Spätestens die Ereignisse der Novemberpogrome 1938 machten diese Entscheidung endgültig. Im selben Jahr erfolgten auch die Zwangsscheidung und Emigration seiner Tochter, der Pianistin Johanna Hilde Hemer (1892–1983). In einem Brief an den US-amerikanischen Ägyptologen John Wilson bezeichnete er diese Zeit als “darkest days at Leipzig, some weeks after the pogrom of November, 1938”.
Im März 1939 emigrierte er mit seiner Familie in die USA; er konnte dabei, anders als die meisten jüdischen Flüchtlinge, seinen gesamten mobilen Besitz einschließlich antiker Möbel, des Bechstein-Flügels, seiner Bibliothek und etwa 100 ägyptischer Antiquitäten mit nach Kalifornien nehmen. Zunächst war er als Research Associate am Walters Art Museum in Baltimore angestellt, danach lebte er bis zu seinem Tod in Nord-Hollywood, wo er wieder mit seinem Sohn Ulrich Steindorff zusammentraf. 1944 wurde er amerikanischer Staatsbürger. 1946 wurde Steindorff wieder als korrespondierendes Mitglied in die Sächsische Akademie aufgenommen. Bekannt ist seine Auflistung deutscher Ägyptologen, die er in einem Brief an Wilson aufzählte und sie dabei in Abhängigkeit von ihrer Nähe zum NS-System als „belastet“ oder „unbelastet“ einstufte. 2008 wurde das Leipziger Ägyptologische Institut nach Steindorff benannt.
Von 1992 bis 2011 stritten sich die Universität Leipzig, die amerikanischen Erben Steindorffs und die Jewish Claims Conference (JCC) um die Besitzrechte von 1937 an die Universität verkauften Stücken aus der Sammlung des Archäologen. Nach einer Entscheidung des Verwaltungsgerichts Berlin vom 26. Mai 2011 hätten die Antiken der JCC überlassen werden müssen. Die JCC verzichtete im Juni 2011 auf den Restitutionsanspruch, nachdem die Öffentlichkeit durch einen Artikel des Ägyptologen Jan Assmann in der FAZ auf den Vorgang aufmerksam geworden war. Die Sammlung ist nun dauerhaft im 2010 neu bezogenen Ägyptischen Museum der Universität Leipzig ausgestellt.
Georg Steindorff war mit Elise Oppenheimer, einer Schwester des Arztes Franz Oppenheimer, verheiratet. Ihr Sohn war der Schriftsteller Ulrich Steindorff.

## Nachlass
Georg Steindorffs Nachlass kam 1952 durch Kauf an die Southern Methodist University in Texas, wo er als Steindorff Collections in der Bridweel Library verwahrt und erschlossen wird.

## Schriften (Auswahl)
- Prolegomena zu einer koptischen Nominalclasse. Berlin 1884 (Dissertation; Digitalisat).
- Koptische Grammatik mit Chrestomathie, Wörterverzeichnis und Litteratur (= Porta linguarum Orientalium. Band 14). Reuther & Reichard u. a., Berlin 1894.
- Die ägyptischen Gaue und ihre politische Entwicklung. Teubner, Leipzig 1909 (Digitalisat).
- Aegypten, in Vergangenheit und Gegenwart. Ullstein, Berlin / Wien 1915.